# Stenosolenium saxatile
Stenosolenium saxatile är en strävbladig växtart som först beskrevs av Pallas, och fick sitt nu gällande namn av Turczaninow. Stenosolenium saxatile ingår i släktet Stenosolenium och familjen strävbladiga växter. Inga underarter finns listade i Catalogue of Life.